# Pentateucha curiosa
Pentateucha curiosa is een vlinder uit de familie van de pijlstaarten (Sphingidae). De wetenschappelijke naam van de soort werd in 1908 gepubliceerd door Charles Swinhoe.